# Villa Alice
Die Villa Alice in der Heidelberger Landstraße 12 ist ein Bauwerk in Darmstadt-Eberstadt, die aus architektonischen, baukünstlerischen und stadtgeschichtlichen Gründen als Kulturdenkmal eingestuft wurde.

## Geschichte und Beschreibung
Die Villa Alice wurde um das Jahr 1900 erbaut.
Stilistisch gehört die Villa zum Historismus.
Benannt wurde das Haus nach der ersten Bewohnerin Alice Vogler.
Zu dem Anwesen gehören die Villa, das Kutscherhaus im englischen Stil, die historische Gartenmauer mit dem Zaun und der Gartenteich.
Die Villa besitzt einen Fachwerkgiebel, einen Turm und eine Loggia.
Bemerkenswerte Details sind die verzierte Haustür, Fenster- und Türgewände, das aufwendige Fassadendekor und der Namenszug des Hauses in rotem Sandstein.
Die Villa ist im Inneren original erhalten.